# Fonfría (Zamora)
Fonfría is een gemeente in de Spaanse provincie Zamora in de regio Castilië en León met een oppervlakte van 132,23 km². Fonfría telt 823 inwoners (1 januari 2016).